# Brodersby Sogn
Brodersby Sogn (tysk: Kirchspiel Brodersby) er et sogn i det sydlige Angel i Sydslesvig, tidligere i Slis Herred (Gottorp Amt), nu i kommunen Brodersby-Goltoft i Slesvig-Flensborg Kreds i delstaten Slesvig-Holsten.
I Brodersby Sogn findes flg. stednavne:
- Brodersby (delt i Lille og Store Brodersby)
- Gejl[1] (Geel)
- Gejlbyholt (Geelbyholz)
- Goltoft
- Knøs (fra Knuds Næs eller Knuds Ås, Knös)
- Lytteborg eller Lyttenborg
- Bregnerød (Brekenrude)
- Rojum (Royum)